# Osei Tutu Ier
Vous lisez un « bon article » labellisé en 2023.
Ne doit pas être confondu avec Osei Tutu II.
Osei Tutu Ier ou Osei (Osseï) Toutou, de son nom complet Osei Kofi Tutu, est le premier asantehene (monarque) de l'Empire ashanti, en Côte de l'Or (Ghana actuel), qui succède à la Confédération ashanti de 1701 à 1717. Il est un prince du clan Oyoko et neveu d'Obiri Yeboa, souverain de Kwaaman (Kumasi), État tributaire soumis au royaume de Denkyira.
En qualité d'héritier, il est envoyé comme otage à la cour du roi Boamponsem de Denkyira. Après avoir commis une faute, il s'enfuit à la cour du royaume d'Akwamu. Son oncle meurt au cours d'une guerre vers 1680 après avoir fédéré les États voisins, ce qui amène Osei Tutu à lui succéder au plus tard en 1695. 
Sur base de l'expérience acquise aux cours de Denkyira et d'Akwamu, il entreprend plusieurs réformes administratives, financières et militaires sur lesquelles il s'appuie pour centraliser le pouvoir politique à Kumasi. Il procède à l'unification par voie militaire et diplomatique de la confédération asante et déclenche une guerre contre Denkyira qui se conclut par la bataille de Feyiase en 1701.
Au terme de cette bataille, l'hégémonie territoriale passe de Denkyira à l'Empire ashanti naissant. Osei Tutu adopte une politique d'expansion impérialiste, avant de mourir au combat en 1717. Après sa mort, une guerre de succession oppose ses deux neveux dont ressort vainqueur Opoku Ware.

## Biographie

### Jeunesse
Osei Kofi Tutu naît vers 1660 dans le village d'Anyinam, aujourd'hui considéré comme une terre sacrée pour les Ashantis qui y commémorent sa naissance. Son père, Owusu Panyin, est d'origine Adansi et est chef d'Esiase,, dans la région Adansi sud. Il appartient, par son père, au ntoro Bonsommuru. Sa mère, Maanu Kotosii, est une princesse du clan Oyoko originaire de Kokofu. Selon la légende, après une longue période de stérilité, sa mère aurait procédé à un rituel à l'autel Otutu akwapem, situé dans le royaume d'Akwamu et elle aurait nommé son fils d'après lui. Selon les sources de la tradition orale, cet autel peut être un lieu, un prêtre ou encore le nom d'un dieu. Cependant il est généralement associé à un village sacré près d'Accra,. Les fouilles archéologiques en lien avec la bataille de Katamansu (1826) mettent en lumière une série de lieux de rituels et d'offrandes à cet emplacement, mêlant des croyances locales et européennes et dont le but est de lever un maléfice qui relève de la sorcellerie. Cependant, cette implantation est datée au XVIIIe siècle, mais l'existence de ce culte et de ces coutumes sont antérieures et difficiles à localiser.

#### Séjour à la cour de Denkyira

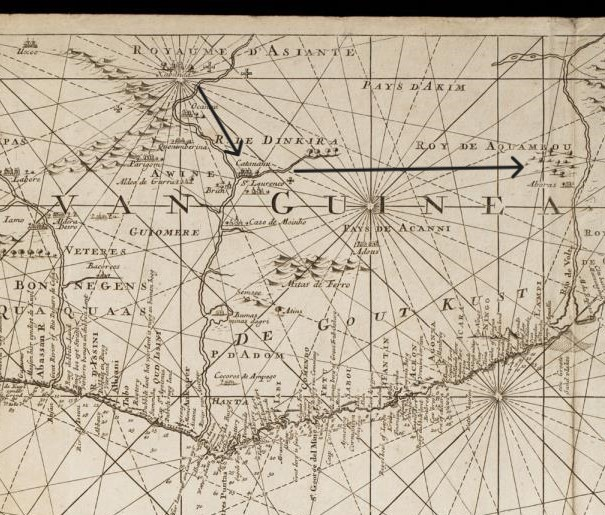
Carte datant d'avant 1701 mentionnant les différents royaumes et États africains. Les flèches noires représentent le parcours formateur d'Osei Tutu. De Kumasi vers Denkyira, puis de Denkyira vers Akwamu.

En tant qu'héritier légitime du titre de Kwaamehene (roi de Kwaaman), Osei Tutu sert de tribut. En effet, en tant qu'État tributaire du royaume de Denkyira, l'État de Kwaamu doit payer un tribut annuel depuis la fin des années 1650,, à la suite de la défaite vers 1659 des Adansis, alors occupant du territoire, lors du conflit qui les oppose aux Denkyiras. Il devient dès lors un otage politique de Boamponsem du Denkyirahene (roi de Denkyira), mais il conserve de nombreuses libertés semblables à celle d'un invité,. Il devient général ou porte-bouclier des armées de Denkyira, mais finit par fuir vers Kumasi. Les raisons de ce départ restent floues. Selon la tradition orale, elle trouve origine dans une transgression sexuelle : soit Boamponsem aurait séduit la femme d'Osei Tutu, soit Osei Tutu aurait séduit la sœur de Boambonsem. Dans son ouvrage History of the Gold Coast and Asante, Carl Christian Reindorf soutient la seconde hypothèse et la renforce en suggérant qu'Osei Tutu met enceinte Akoabena Bensua, la sœur du roi de Denkyira. L'enfant qui naît de cette union serait l'héritier du royaume de Denkiyara, Ntim Gyakari, selon la règle de succession matrilinéaire akane.

#### Séjour à la cour d'Akwamu
La fuite d'Osei Tutu l'amène jusqu'à l'État Akwamu en compagnie d'un prêtre akwamu, Okomfo Anokye, qui l'accompagne lors des étapes de son accession au pouvoir. En se mettant sous la protection du roi d'Akwamu, Ansa Sasraku I, qui refuse de l'extrader au Denkyira, Osei Tutu évite une lourde punition. D'après la tradition orale retranscrite par Reindorf, la beauté d'Osei Tutu aurait séduit la reine mère akwamu, au point qu'il soit considéré comme le prince consort par les Akwamus.  
Après avoir découvert l'organisation et l'administration du royaume de Denkyira, il peut dès lors appréhender celui d'Akwamu qui est également, au XVIIe siècle, un État influent en Côte de l'or. Reindorf le souligne déjà en 1895 : « Le Prince Osei Tutu a eu l'occasion d'acquérir la connaissance du fonctionnement des deux principales puissances. » C'est également lors de son séjour à Akwamu qu'il réalise l'importance du commerce avec les Européens pour acquérir des armes à feu.
Pendant qu'Osei Tutu séjourne à Akwamu, son oncle Obiri Yeboa, chef du royaume de Kwaaman, développe des connexions avec les États voisins afin de fédérer les forces et faire de Kwaaman une capitale. Cependant, lors d'un conflit qui l'oppose à la chefferie de Dormaa, il meurt au combat vers 1680.

### Accession au pouvoir

#### Retour à Kwaaman

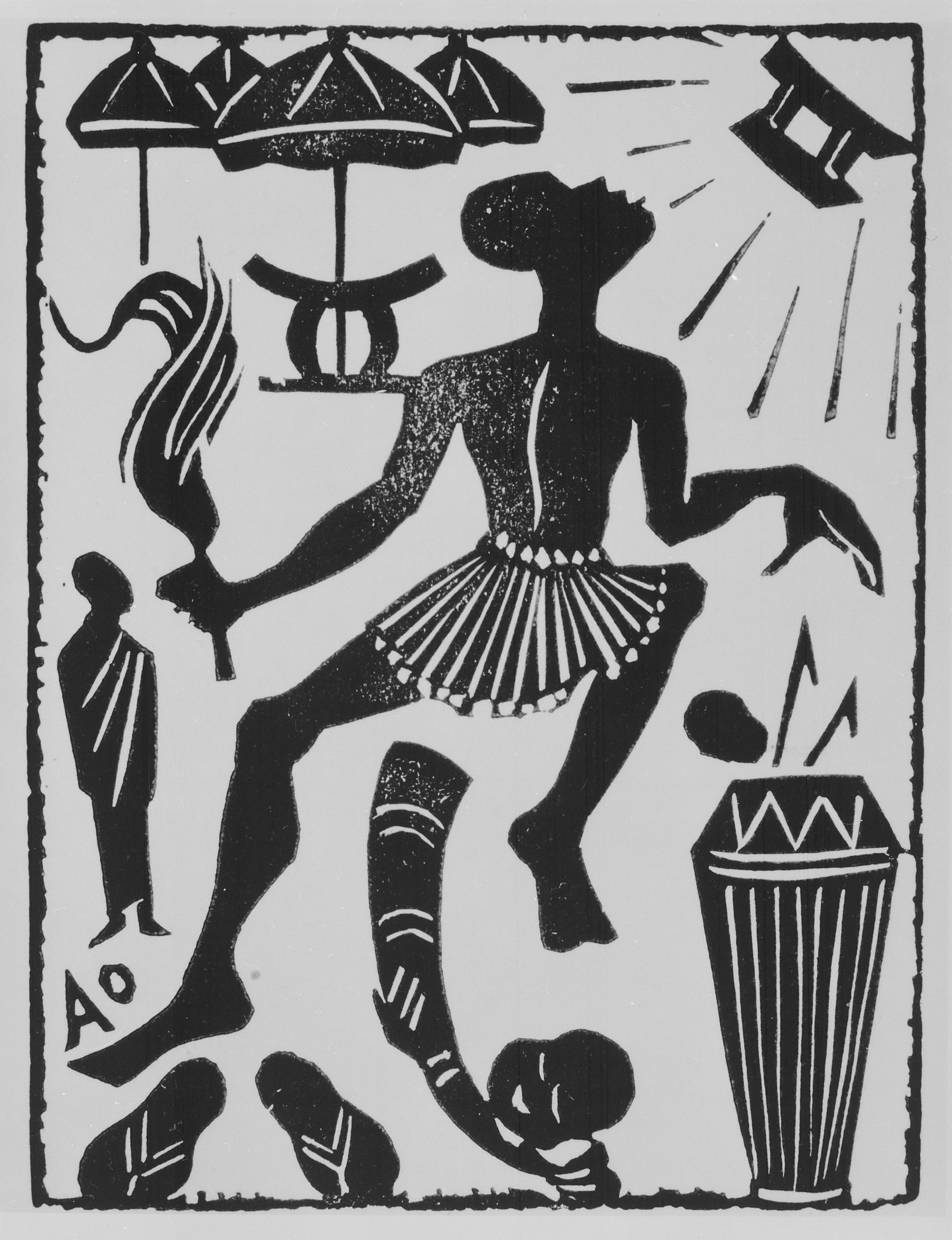
D'après le mythe fondateur, le trône d'or est descendu du ciel et supplante la légitimité de tous les autres dwa.

Après la mort d'Obiri Yeboa, Osei Tutu est l'héritier légitime au titre de Kwaamanhene ; cependant son intronisation pourrait entrainer des sanctions de la part du royaume de Denkyira. Un régent, Adu Gyamfi, est nommé en son absence et propose le trône à un autre successeur qui le refuse. Le régent prend alors en charge les démarches pour apaiser le Denkyirahene, afin de permettre à Osei Tutu de revenir de son exil. 
Selon Reindorf, Osei Tutu serait revenu peu de temps après la mort d'Obiri Yeboa à la tête d'une armée de 30 à 300 hommes armés de mousquets fournis par les Danois, suggérant qu'il est devenu chef de Kwaaman vers 1680,. D'autres sources évoquent plutôt un retour en 1695 suivi d'un couronnement en 1697,. Cependant, les registres danois du fort Fredriksborg font état d'un échange commercial effectué en 1680 dans lequel plusieurs hommes sont mis à disposition des Européens, à titre de gage, contre des armes et de la poudre à canon. Ce type de transaction est à l'origine du commerce des esclaves entre les États africains intérieurs et les comptoirs européens. La date et les modalités de cette transaction, qui coïncident avec la tradition orale ashanti, rendent probable l'accession au trône de Kumasi en ou après 1680.

#### Mythe fondateur
Selon la tradition orale, Okomfo Anokye aide Osei Tutu à instaurer l'unité ashanti en faisant descendre du ciel un symbole offert par les dieux, le trône en or (sika dwa). Ce trône devient le symbole d'autorité auquel les chefs peuvent prêter allégeance. Okomfo Anokye fait réunir les chefferies voisines de Kwaaman afin qu'ils se soumettent à celui qui devait désormais être nommé asantehene. À la suite de cela, Osei Tutu décide de renommer la ville en Kumasi en rapport aux trois arbres kum qu'il plante. Kumasi signifie littéralement en twi « sous l'arbre kum », ces arbres sacrés sont des figuiers des pagodes. La plantation d'arbres sacrés, appelés gyedua ou « arbres de réception », est devenue une obligation pour ses successeurs.

### Formation de la confédération ashanti

#### Organisation

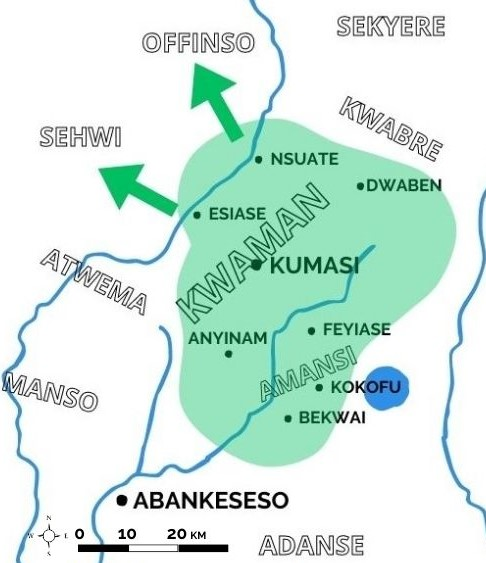
En vert, la fédération ashanti et ses premières expansions (flèches) au sein du royaume de Denkyira dont Abankeseso est la capitale.

Plusieurs coalitions sont apparues avant l'avènement d'Osei Tutu, dont la dernière (1670) menée par Obiri Yeboa est centrée autour de Kwaaman. Ces premières coalitions facilitent la démarche d'unification et de centralisation du pouvoir menée par Osei Tutu, après son accession au trône. Dès son intronisation, il prépare la reprise du conflit contre les Domaa et enracine les alliances de la première confédération créée par Obiri Yeboa. À ces premiers alliés se rajoutent plusieurs chefferies qui formeront le socle fondateur de la confédération ashanti. Les forces Domaa sont battues et fuient vers le nord-ouest où ils fondent les chefferies d'Ahenkro, Berekum, Odumasi et Sumaa; puis, plus à l'ouest, prennent possession du royaume Gyaman. 
À la suite de cette victoire, le futur empereur entame des démarches diplomatiques et militaires visant à renforcer les différentes alliances et former une confédération dans le but de lutter contre les pressions exercées par le royaume de Denkyira. Il subjugue tout d'abord les micro-états d'Amakum et Tafo afin de les réunir au sein d'un même État. Puis il établit une alliance avec son cousin, Bautin, qui règne sur une chefferie voisine, et prévoit de soumettre les autres chefferies,. Il marche sur plusieurs chefferies limitrophes, avec le soutien de chefferies alliées au clan Oyoko. Il fédère ainsi les chefs de Dwaben, Bekwai, Kokofu et Nsuta. Puis, il étend son influence par les armes vers le Nord à Offinso, puis vers l'ouest à Sehwi. Ces conquêtes sont facilitées par les armes à feu qu'il a en sa possession.
Avec l'aide d'Okomfo Anokye, il fait croître l'influence du royaume de Kwaaman en concrétisant l'unification des différents États situés dans un rayon de quarante kilomètres. Il fait de Kwaaman la capitale de cette nouvelle entité et établit une constitution qui définit l'organisation et l'administration entre ces États et crée également un festival culturel pour renforcer l'unification : le festival Odwira. Le mythe fondateur, lié au trône d'or, permet de fédérer les États sur le plan spirituel. Osei Tutu est enfin à l'origine de la généralisation de l'organisation hiérarchique du clan Oyoko au sein de toute la confédération.
Il entame ses premières réformes militaires de l'armée ashantie en prévention des conflits à venir. Il adopte l'organisation militaire qu'il a pu observer chez les Akwamu et transforme ainsi l'armée de la confédération naissante en une unité combattante efficace. Le nouveau modèle qu'il impose à l'ensemble de l'armée se compose de plusieurs formations : une avant-garde (twafo), un centre (adonten), une aile droite (nifa), une aile gauche (benkum) et une arrière-garde (kyidom). En second lieu, il implique chaque État de la confédération au sein de la formation en lui attribuant une place en adéquation avec l'organisation hiérarchique sociale. En ayant une hiérarchie prédéterminée, chaque chef connaît à l'avance sa position, ses supérieurs et subordonnés, ce qui est un important facteur de cohésion.  
Il exploite ses connaissances acquises à Denkyira et Akwamu lors d'une offensive contre l'État de Dormaa peu de temps après son accession au trône, afin de venger la défaite et la mort de son oncle. Cette première victoire marque les intentions d'expansion d'Osei Tutu dans sa politique extérieure. Il combat également l'État d'Amakum situé à l'ouest de Kumasi et nomme Adu Mensah, mari de l'Asantehemaa Nyako Kusi Amoa, à la tête de l'État. De cette union naîtra son successeur Opoku Ware. Afin de sceller définitivement cette alliance, Osei Tutu se marie à son tour avec une femme issue de la noblesse d'Amakum et évince un prétendant au trône, provoquant l'exil de celui-ci.

#### Escalade contre Denkyira
Les intentions d'Osei Tutu sont claires et le roi de Denkyira, Boamponsem, souhaite engager des négociations et envoie une délégation royale composée de belles femmes en signe de bonnes intentions. Osei Tutu les reçoit et répond à cette délégation en envoyant sa propre délégation, composée des plus belles femmes de son État et d'une reine mère de chefferie,,.
Lorsque sa délégation revient, Osei Tutu découvre que la reine mère est tombée enceinte et apprend que Boamponsem est responsable de sa grossesse. Il déclare vouloir la tête du roi de Denkyira qui lui propose une grande quantité d'or en guise de compensation. Osei Tutu refuse et commence à mobiliser les armées et à fédérer les clans avoisinants pour la guerre,.
D'autres versions indiquent qu'Osei Tutu aurait attendu d'être prêt avant de déclarer la guerre et aurait mutilé les serviteurs du roi de Denkyira venus récolter le tribut annuel. Cependant elles sont contradictoires avec les registres tenus par les Néerlandais situés à Elmina dont la chefferie est tributaire de Denkyira.

### Asantehene

#### Guerre contre Denkyira et bataille de Feyiase

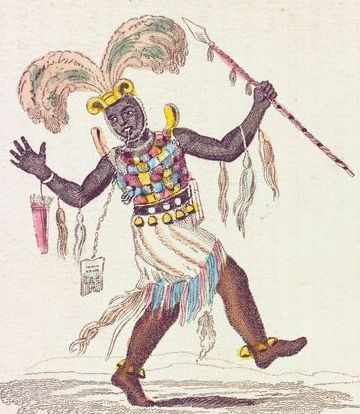
Représentation d'un chef militaire ashanti en 1819 par Thomas Edward Bowdich.

Vers 1695, Osei Tutu parachève la confédération ashantie en s'opposant au tribut annuel exigé par le royaume de Denkyira en proie à des mouvements d'opposition à la suite de la succession du nouveau roi, Ntim Gyakari.
Les premières années du conflit ne comptent aucune bataille notable. Les marchands peuvent toujours librement traverser le territoire de Denkyira, malgré l'hostilité d'Osei Tutu. Celui-ci ordonne l'acquisition d'armement européen afin de renforcer ses armées moins nombreuses que celles du Denkyira et parvient à fédérer plusieurs chefferies autour de ses projets de conquêtes en leur faisant prêter serment sur le trône d'or. Cependant, alors que les préparatifs sont à peine engagés, le roi Boamponsem meurt et son fils Ntim Gyakari lui succède. Il est décrit comme un jeune homme mal avisé par Willem Bosman, contemporain européen.
Vers la fin des années 1690, il met en place une taxe pour le passage des commerçants en provenance de la confédération ashantie et provoque un conflit ouvert en engageant ses armées sur le territoire ashanti. La bataille de Feyiase met un terme à ce conflit. La confédération ashantie capture Ntim Gyakari et le décapite sur le champ de bataille. Cent mille hommes de Denkyira meurent durant la bataille, bien que cette armée possède elle aussi des mousquets.
Osei Tutu, jusque-là roi de Kumasi et chef de la Confédération ashantie, met la main sur ces nouveaux territoires et structure son nouvel empire. La bataille de Feyiase met un terme à la domination commerciale denkyira et marque le début de l'hégémonie ashantie.

#### Expansion militaire et contrôle des territoires intégrés
La victoire ashantie marque un tournant dans les relations de pouvoirs avec les Européens. Le 9 octobre 1701, le diplomate et négociant néerlandais David van Nyendael est envoyé par le directeur général de la Compagnie néerlandaise des Indes occidentales avec des cadeaux auprès du nouveau roi : il apporte un chapeau à plume, deux miroirs plaqués or, de la haute couture européenne et du cuir plaqué or. David van Nyendael négocie afin que le commerce avec les Néerlandais soit privilégié en échange de la préservation de la note d'Elmina, qui est une redevance annuelle versée jusqu'alors au royaume de Denkyira,. Cette pratique perdure durant son règne et celui de ses successeurs à qui le gouverneur néerlandais paie un kostgeld une fois par an. Cette redevance fait l'objet de tensions et mène à la destruction d'Elmina.

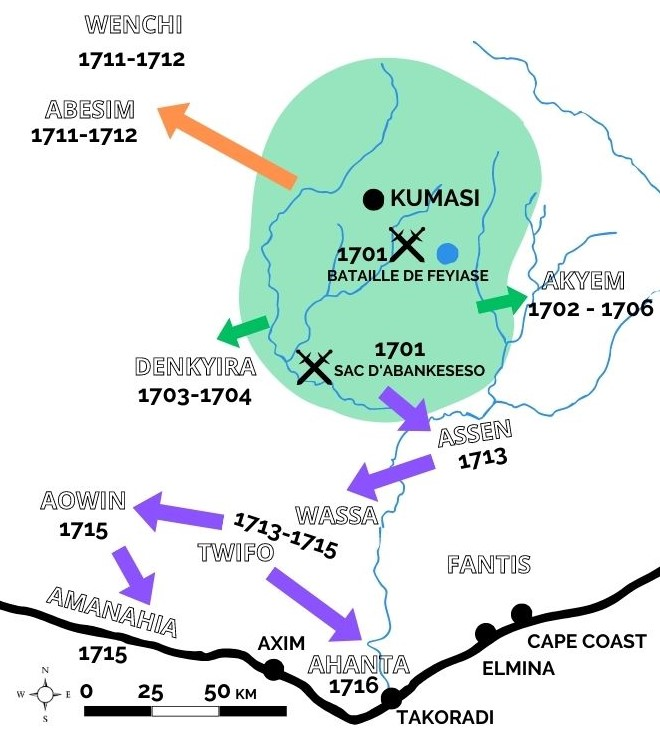
Tracés simplifiés des différentes campagnes menées par Osei Tutu. En vert, la guerre contre Denkyira poursuivie par la guerre contre les Akyems et la traque des réfugiés denkyira. En orange, la guerre contre Wenchi. En mauve les campagnes d'expansion vers la côte transitant par les États d'Aowin, les Twifo, les Wassa et les Nzema à proximité de la côte, avec l'intervention au cap des Trois Pointes.

Après la victoire contre Denkyira, en 1701, Osei Tutu ordonne la formation de l'Empire ashanti et décrète que tous les États akan doivent se soumettre aux Ashantis et au clan Oyoko qui seraient, selon lui, supérieurs culturellement et spirituellement. Il entre en guerre contre les deux États akyems situés à l'est du territoire nouvellement acquis. Cette poursuite de la guerre est la suite logique des décisions prises par Osei Tutu depuis son accession au trône de Kwaaman. De plus, après la victoire de 1701, le roi s'attend à ce que l'ensemble des anciens États sujets de Denkyira lui prête allégeance et lui verse un tribut.
En 1706, les Denkyira tentent de se libérer du joug ashanti et fomentent une rébellion, mais Osei Tutu reprend en 1707 le contrôle de la région, qui est importante pour le contrôle des voies commerciales vers Elmina. Afin de contrecarrer toutes nouvelles formes de résistance, Osei Tutu impose à des membres du clan Oyoko de s'installer dans l'ancien royaume afin de vivre au milieu des Denkyira et de créer de nouveaux villages. 

Les démarches diplomatiques et commerciales d'Osei Tutu se multiplient et les relations avec les Néerlandais se renforcent. Toutefois, Osei Tutu a apparemment conscience du développement du commerce possible avec les autres États européens et fait une proposition au gouverneur britannique, Sir Dalby Thomas (en), en 1708 : 

« [L'asantehene] a envoyé un courrier afin de savoir si Sir Dalby Thomas apprécierait qu'il lui ouvre les voies commerciales en anéantissant ceux qui s'y opposent. »

En effet, plusieurs petits États côtiers interdisent à tout marchand ashanti de commercer avec les navires européens, et empêchent également les marchands anglais de traverser leur territoire pour commercer avec l'Empire ashanti. Il n'existe pas de sources sur ce qu'il s'est produit après ce courrier, mais une délégation de 300 marchands ashantis est signalée à Komenda, alors comptoir britannique, descendant jusqu'à Cape Coast. Cette délégation serait ensuite retournée à Elmina car les Britanniques n'avaient pas d'armes ni de poudre à canon à vendre aux Ashanti. Il n'y aurait pas eu de guerre contre les États côtiers à ce moment-là. Osei Tutu dirige alors son attention dans une autre direction et lance des conquêtes au nord en 1711, vers l'État de Wenchi, dans l'espoir de prendre le contrôle des voies commerciales de Begho menant au royaume de Bono alors contrôlées par l'État de Techiman. 
Puis finalement, sans opposition des Britanniques à des conquêtes sur la côte, Osei Tutu entre en campagne contre les États de Twifo, Wassa, Aowin et Nzema de 1713 à 1715. Il profite notamment des ingérences britanniques dans les conflits locaux, ainsi que de leurs alliances, pour justifier ses conquêtes territoriales. L'armée d'Osei Tutu intervient notamment au cap des Trois-Pointes pour assister son allié John Canoe qui fait face aux troupes anglo-néerlandaises. Un important jeu de conflits commerciaux se joue dans les États côtiers durant cette période, et jusqu'en 1716, car le développement du commerce avec les Ashantis devient la principale préoccupation de John Cabess, marchand africain au service des Britanniques. En 1717, les deux États akyem précédemment conquis se rebellent et il y dirige ses armées. Il meurt probablement en octobre 1717 au cours de cette guerre. Les rapports néerlandais indiquent que l'armée ashantie échoue dans cette attaque à cause d'une importante mortalité causée par un approvisionnement en nourriture insuffisant ainsi qu'une épidémie de variole. Le décès d'Osei Tutu convainc les armées de se retirer et d’abandonner le projet d'invasion.

#### Structuration de l'Empire
Osei Tutu instaure des réformes politiques et sociales, basées sur les principes de l'abusua déjà appliqués au clan Oyoko, tels que la mise en place d'une structure administrative pour la gestion de l'Empire. Il segmente l'Empire en districts métropolitains gouvernés par un omanhene (roi) soumis à l'asantehene. Il renforce le poids de ses réformes en créant une constitution qui structure l'ensemble des rôles et fonctions, et affaiblit au passage le pouvoir des omanhene. Les districts doivent fournir une offrande annuelle à l'asantehene ainsi que payer certaines taxes et prélèvements. Ils doivent également fournir des troupes en cas de guerre. Il crée aussi, dans le cadre de cette politique méritocratique, de nouvelles fonctions afin de récompenser ses généraux et militaires victorieux. Il fonde la ville de Bantama, aujourd'hui quartier de Kumasi. Il fait d'Akyempim (aujourd'hui quartier de Tarkwa), puis d'autres villes, des États gouvernés par les ahenema (fils de roi).
Il modifie également les règles de lignage dynastique matrilinéaire afin que la succession alterne entre deux maisons, celle de ses héritiers et celle des héritiers de l'asantehemaa Nyaako Kusi Amoa. Par conséquent, il désigne Opoku Ware, fils de l'asantehemaa, comme futur héritier. Il intègre également des principes méritocratiques pour la nomination de fonctionnaires de l'Empire, contrairement à l'hérédité de la fonction telle que prévue par la tradition clanique.
Afin d'améliorer la gestion de l'Empire, il crée les fonctions d'asokwa batahene (chef des guildes marchandes), d'adwumfuohene (chef des mines d'or) et sanaahene (trésorier).

#### Financement de l'effort de guerre

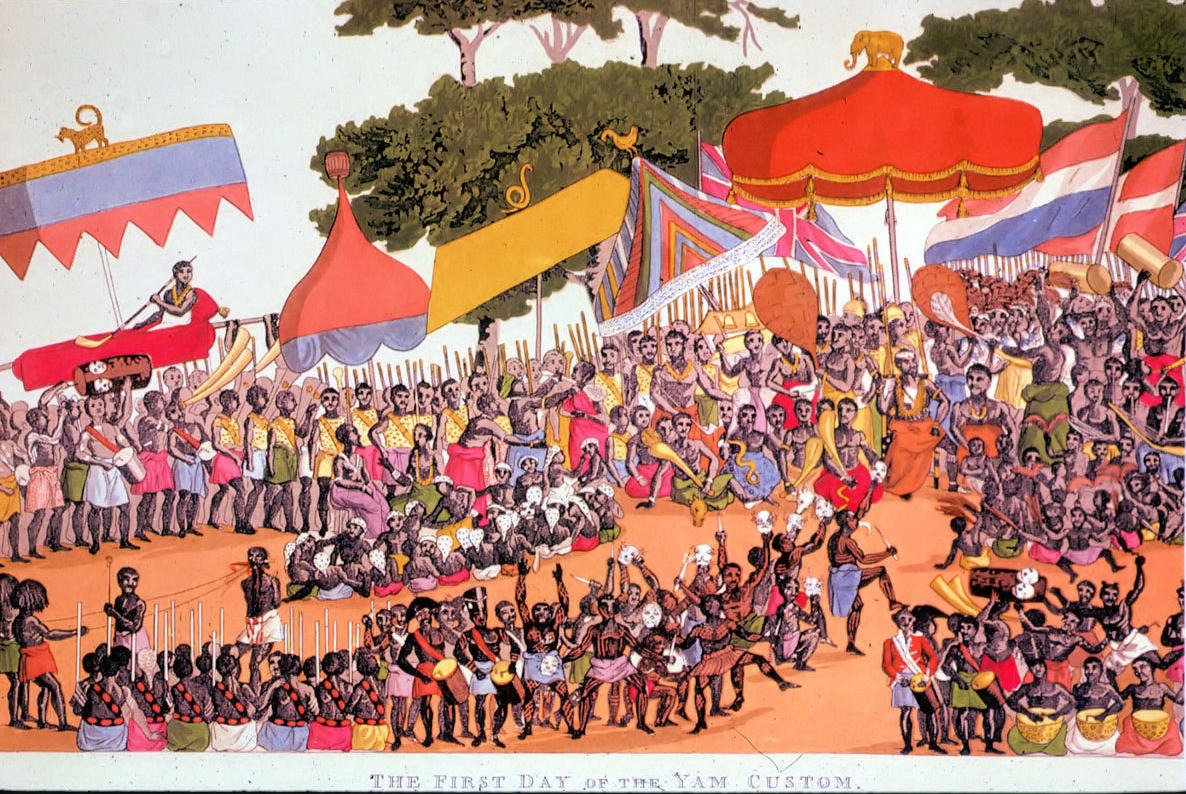
La fête des ignames représente une importante dépense annuelle.

Sur le plan fiscal, Osei Tutu augmente les taxes afin de financer ses armées. La conquête de Denkyira est réputée, dans les textes, pour avoir fourni une très importante quantité d'or. Mais Osei Tutu s'appuie également sur des ressources internes telles que des apeatoo (impôts de guerre) levés auprès de chacun des omanhene, ainsi que sur des droits de succession. Ainsi, la taxe sur les décès est un impôt perçu sur les personnes déchues ainsi que sur les nobles décédés. Il y a également une taxe sur l'exportation d'esclaves et l'importation de produits européens. Enfin, il prélève vingt pour cent sur les quantités d'or fondues afin de produire des ornements destinés à la vente. Cependant, à l'époque du règne d'Osei Tutu, le revenu le plus important provient des frais de justice puisqu'il est amené à rendre la justice et soumet les coupables à des amendes ou des obligations en offrandes. Il peut ainsi demander l'atitodie (ou prix de la tête) en cas de sanction grave en exigeant 101,25 peredwane (2 350 €). 
À côté des impôts prélevés sur les populations de l'Empire ashanti, il existe des sources de revenus externes à l'Empire réparties en quatre catégories : 
- les tributs (versés par les États soumis) ;
- les notes (redevances provenant des accords avec les Européens) ;
- les offrandes diplomatiques ;
- les amendes[59].

Ensuite, Osei Tutu généralise également l'usage de l'or comme monnaie principale dans le paiement des tributs, amendes et taxes, ce qui met un terme aux paiements en êtres humains et à la pratique des otages telle qu'il l'avait connue durant son enfance. Enfin, après la bataille de Feyiase, il impose des dommages de guerre de façon systématique aux États conquis, afin de rembourser ses dépenses militaires.
Cependant, ce système défavorise les chefs des États membres de l'Empire qui font état de cette injustice à Osei Tutu. Ils estiment qu'ils ne parviennent pas à répondre aux attentes de leur fonction et demandent la possibilité de céder une part des revenus de la cour de l'asantehene. Osei Tutu accède à leur demande et met en place une division des revenus à hauteur des devoirs des membres de la cour.

## Décès et postérité

### Incertitudes sur la date de décès
Plusieurs dates de décès sont mentionnées selon les sources : principalement 1712, 1717, 1730 ou 1731. Margaret Priestley et Ivor Wilks démentent les hypothèses de 1730 et 1731 après avoir examiné les différents rapports, et privilégient la date de 1712. Par la suite, deux historiens ghanéens, Kwame Yeboah Daaku et John Kofi Fynn, développent leurs propres hypothèses. Le premier approuve d'abord la date de 1712, puis favorise celle de 1717. J. K. Fynn favorise également la date de 1717,  à partir d'une analyse linguistique des courriers néerlandais.
L'hypothèse de 1712 se base sur une lettre du 15 mars 1712, adressée à la Royal African Company, qui mentionne la mort de l'asantehene. Cependant, l'historien J. K. Fynn indique que ce n'est pas la première fois que de fausses informations circulent sur le décès du roi ashanti, comme c'est également le cas en octobre 1715 et mars 1739. Les Néerlandais, qui possèdent alors de bons liens commerciaux avec les Ashantis, ne font état d'aucun décès en 1712, mais le mentionnent en 1717. En effet, une rumeur circule après 1712, affirmant que le général Amankwatia aurait succédé à Osei Tutu, à la suite de son décès. Cette rumeur est démentie par le gouverneur néerlandais contemporain. Malgré cela, les historiens Priestley et Ivor Wilks avancent également l'hypothèse que le roi décédé dans la rivière Pra en 1717 ne serait pas Osei Tutu, mais un autre roi dont le nom aurait volontairement été effacé. Ils avancent qu'Osei Tutu est bien mort en 1712 et que son premier successeur serait mort au combat en 1717.

Ces différentes incohérences sont par la suite pointées du doigt par J. K. Fynn qui appuie la date de décès en 1717, ce qui concorde également avec la datation issue de la tradition orale. Il s'appuie également sur la lettre parvenue en 1717 à Elmina. 

« Le 13 janvier 1717, un rapport néerlandais fait état de rumeurs sur la circulation du Zaay d'Asante en direction du champ de bataille d'Akim [Akyem]. »

Le mot Zaay attire l'attention de l'historien  qui détermine que ce mot est une déformation de Saijtoe, la version néerlandaise du nom Osei Tutu. D'autres rapports rendent un décès en 1717 plus probable. 
Dès lors, les conclusions de ces réflexions rejoignent finalement celles de la tradition orale qui indiquent qu'Osei Tutu serait mort, en 1717, à Kormantin lors du conflit qui oppose l'Empire ashanti aux Akyems. Son corps serait tombé dans la rivière, devenant irrécupérable. Ce point est important dans la culture ashantie car l'absence d'un corps ne permet pas de procéder aux funérailles conformes à la tradition pour un roi. À sa succession, Opoku Ware instaure la Grande Offrande Ntamkesie Miensa, Kromantse, ne Memenda afin de rendre les honneurs au roi défunt et permettre à son esprit de revenir à la capitale Kumasi.

### Succession
Après le décès d'Osei Tutu, son neveu Opoku Ware est envoyé pour mener l'offensive contre les Akyems tandis qu'une guerre de succession s'ouvre avec son autre neveu Dakon ou Boa Kwatia, neveu d'Obiri Yeboa. Le chef Aowin profite de la mort d'Osei Tutu pour se rebeller à son tour, ce qui force Opoku Ware à le combattre. Selon Thomas McCaskie, les victoires militaires d'Opoku Ware en font le successeur légitime de son oncle, tandis que la tradition orale évoque un combat avec Dakon dont il ressort gagnant. 
Les différents conflits contre Denkyira ainsi que ceux qui se déroulent lors de la succession d'Osei Tutu favorisent le déplacement d'une partie de la population denkyira. Ainsi, des migrants denkiyara, nommés Baoulés, s'établissent de 1701 à 1706 en Côte d'Ivoire, au-delà du fleuve Comoé, pour former le royaume Baoulé et sont rejoints par une deuxième vague de population lors des conflits de succession. La fondation de ce royaume s'accompagne d'un mythe fondateur lié à Abla Pokou, princesse ashantie, qui fuit Kumasi, après la lutte fratricide entre Opoku Ware et Dakon.

### Symboles
Le kotoko, le porc-épic, est un symbole de force et d'invincibilité. Après la chute du royaume de Denkyira, Osei Tutu adopte ce surnom symbolique pour son pays et pour lui-même. Par la suite, le kotoko devient le symbole du royaume de Kumasi et de l'Empire ashanti. Plus tard, le conseil des trois principaux chefs de la confédération (juabenhene, bekwaihene et bamponghene) prend le nom d'Asante Kotoko, car celui-ci a alors un pouvoir d'opposition à l'asantehene. Ce symbole se retrouve dans des chants traditionnels denkyira qui entonnent la phrase Kotoko som Amponsem (« Le porc-épic [ashanti] est sujet de Boamponsem ») ou dans la culture qui s'exporte avec les esclaves, comme en Nouvelle-Angleterre, où des chants entonnent Hail Asante Kotoko (« Gloire au porc-épic ashanti »). Le 19 septembre 1954, le Mouvement de libération national du Ghana est inauguré à Kumasi et 40 000 personnes entonnent le cri de guerre en arborant le nouveau drapeau ashanti qui reprend le symbole du kotoko et inspire un mouvement nationaliste ashanti. On le retrouve également en 2020 dans le mouvement de contre-culture musical de Kumasi, Kumerica.
Lors de ses conquêtes, Osei Tutu transforme le crâne de ses principaux ennemis en reliques mystiques. Il pratique cela avec le roi de Dormaa, le roi d'Hwereso et finalement le roi de Denkyira. Cette pratique est perpétuée par les asantehene suivants.
Un sanctuaire à Anyinam, le village natal d'Osei Tutu, commémore sa naissance. Le chef du village témoigne, dans l'ouvrage de Gus Casely-Hayford en des mots élogieux sur la dimension légendaire : « C'était plus qu'un homme, c'était notre messie, courageux, intelligent, quelqu'un qui à force de volonté a forgé ce pays. Il a construit une culture, elle n'a pas évolué ; elle a été faite par un grand homme. »
Depuis la mise en place du trône d'or, l'or obtient une valeur symbolique pour les Ashanti. Il ne s'agit plus seulement d'une source de revenu, mais aussi d'une source de pouvoir spirituel. Cette sacralisation de ce métal renforce très fortement l'intérêt des Ashantis pour le commerce avec les Européens et l'échange de produits contre de l'or. Ce changement renforce de façon significative la traite négrière et le nombre de captifs lors des guerres.

## Complexité de la tradition orale

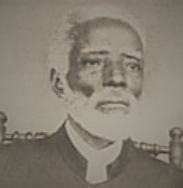
Carl Christian Reindorf, historien et homme d'église considéré comme la plus ancienne référence en matière de collecte de témoignages de la tradition orale du Ghana.

### Okomfo Anokye
Dans la tradition orale, Osei Tutu est assisté et conseillé dans ses actions par Okomfo Anokye, un prêtre qu'il aurait rencontré lors de son séjour à la cour du royaume de Denkyira. Cependant, il n'existe aucune mention explicite dans les rapports des Européens contemporains du prêtre. La première mention de son nom remonte au texte de Reindorf, en 1895. D'après Thomas McCarthy, Okomfo Anokye est un personnage de légende qui synthétise une série de changements philosophiques et sociétaux importants lors de la formation de l'Empire ashanti. Il souligne cependant les mots de Willem Bosman qui évoquent sans le nommer un « grand féticheur ou prêtre [qui] vit dans une somptueuse maison avec eux [la confédération Ashanti] ». Personnage historique ou de légende, Okomfo Anokye accompagne Osei Tutu dans ses déplacements et lui donne des indications spirituelles. Il est considéré comme cofondateur de l'Empire ashanti, ses lois, ses dogmes et ses coutumes.

### Hypothétique fondation de Kumasi
La plupart des récits de la tradition orale considèrent qu'Osei Tutu fonde Kumasi et instaure le royaume de Kwaaman avec l'aide de son conseiller Okomfo Anokye après avoir planté trois arbres afin de fonder la cité auprès de celui qui pousse le mieux,. Cependant, il semble impossible que la fondation de Kumasi, son changement de nom, ou la fondation du royaume de Kwaaman puisse être le fait d'Osei Tutu puisque ces trois noms interviennent dans l'histoire des coalitions akanes précédentes. Il est largement accepté par les historiens que le premier hene (roi) de Kwaaman à créer une confédération est au moins Obiri Yeboa, au milieu du XVIIe siècle. Il renomme probablement aussi la ville centrale Kumasi, car le royaume de Kwaaman dirigeait plusieurs villages environnants lors de la confédération de 1680. Oti Akenten est également souvent mentionné, mais est quant à lui le premier hene de Kwaaman issu du clan Oyoko.